# Franck Elemba
Franck Elemba, född 21 juli 1990, är en friidrottare från Kongo-Brazzaville. Han deltog vid olympiska sommarspelen 2016.